# Référence de crédit
 (janvier 2019).
 (mai 2021).
Une référence de crédit est une information principalement utilisé en Amérique du nord, le nom d'un individu ou le nom d'une organisation pouvant fournir des détails sur les antécédents d'un individu avec crédit. Les agences de notation fournissent des références de crédit aux entreprises, tandis que les bureaux de crédit fournissent des références de crédit aux particuliers.
Les banques pourraient également indiquer d'autres lettres de crédit, fournissant ainsi des informations de base sur la durée de détention du compte par le demandeur, sur le type de compte utilisé et sur les éventuels découverts ou paiements en retard.
Les particuliers et les entreprises peuvent effectuer des contrôles de crédit auprès des entreprises afin d'évaluer leur solvabilité.

## Comment les références de crédit sont utilisées
Les références de crédit sont utilisées pour aider les prêteurs à quantifier le risque de prêt à un demandeur donné ou pour déterminer la solvabilité globale. Par exemple, si les antécédents de crédit du demandeur indiquent des paiements corrects et en temps voulu pour toutes les obligations en suspens, le prêteur peut juger qu'il est plus probable que le demandeur effectue les paiements en temps voulu sur le prêt demandé. Vos références de crédit apparaissent sous forme de lignes de crédit sur vos rapports de crédit. Ce qu'on appelle les lignes de crédit est également appelé référence de crédit.
Que la référence de crédit soit bonne dépend de si les paiements ont été effectués à temps ou non. La limite de crédit et l'historique de paiement dans les références de crédit donnent aux autres créanciers potentiels une idée sur le point de savoir si une personne effectuera des paiements à temps ou par défaut. Les références de crédit déterminent également si le pointage de crédit d'un individu.
Qu'est-ce qu'un bon pointage de crédit? Généralement, un score de 700 et plus, mais les créanciers ont leurs propres directives de souscription.